# Stardock
La Stardock Corporation è una società fondata nel 1991 che produce software, la sede si trova a Plymouth (Michigan).

## Storia
Ha iniziato la sua attività con lo sviluppo di software per il sistema operativo OS/2, per poi passare successivamente alla creazione di software e giochi per Microsoft Windows. L'azienda è conosciuta soprattutto per la creazione di software che consentono di personalizzare l'interfaccia grafica di Microsoft Windows, e per videogiochi di strategia come Galactic Civilizations, Galactic Civilizations II, Sins of a Solar Empire e Demigod.

## Alcuni prodotti
La Stardock ha creato WinCustomize, un software di personalizzazione di interfaccia Windows. Molte delle skin e temi presenti sul sito della Stardock sono per Object Desktop, un pacchetto di programmi a pagamento che include alcune delle loro utility di personalizzazione.
Altri prodotti:
- TotalGaming.net
- ThinkDesk
- WindowBlinds
- DesktopX
- IconPackager
- ObjectBar

## Videogiochi sviluppati
- Galactic Civilizations
  - Galactic Civilizations: Altarian prophecy
- Galactic Civilizations II: Dread Lords ("Galactic Civilizations II")
  - Galactic Civilizations II: Dark Avatar
  - Galactic Civilizations II: Twilight of the Arnor
- Sins of a Solar Empire
- Retribution (Espansione di: StarCraft)